# Julie (cràter)
Julie és un cràter d'impacte en el planeta Venus de 13,5 km de diàmetre. Porta el nom d'un antropònim alemany / txec, i el seu nom va ser aprovat per la Unió Astronòmica Internacional el 1985.